# Biendorf (Anhalt)
Biendorf is een plaats en voormalige gemeente in de Duitse deelstaat Saksen-Anhalt, en maakt deel uit van de Landkreis Salzlandkreis.

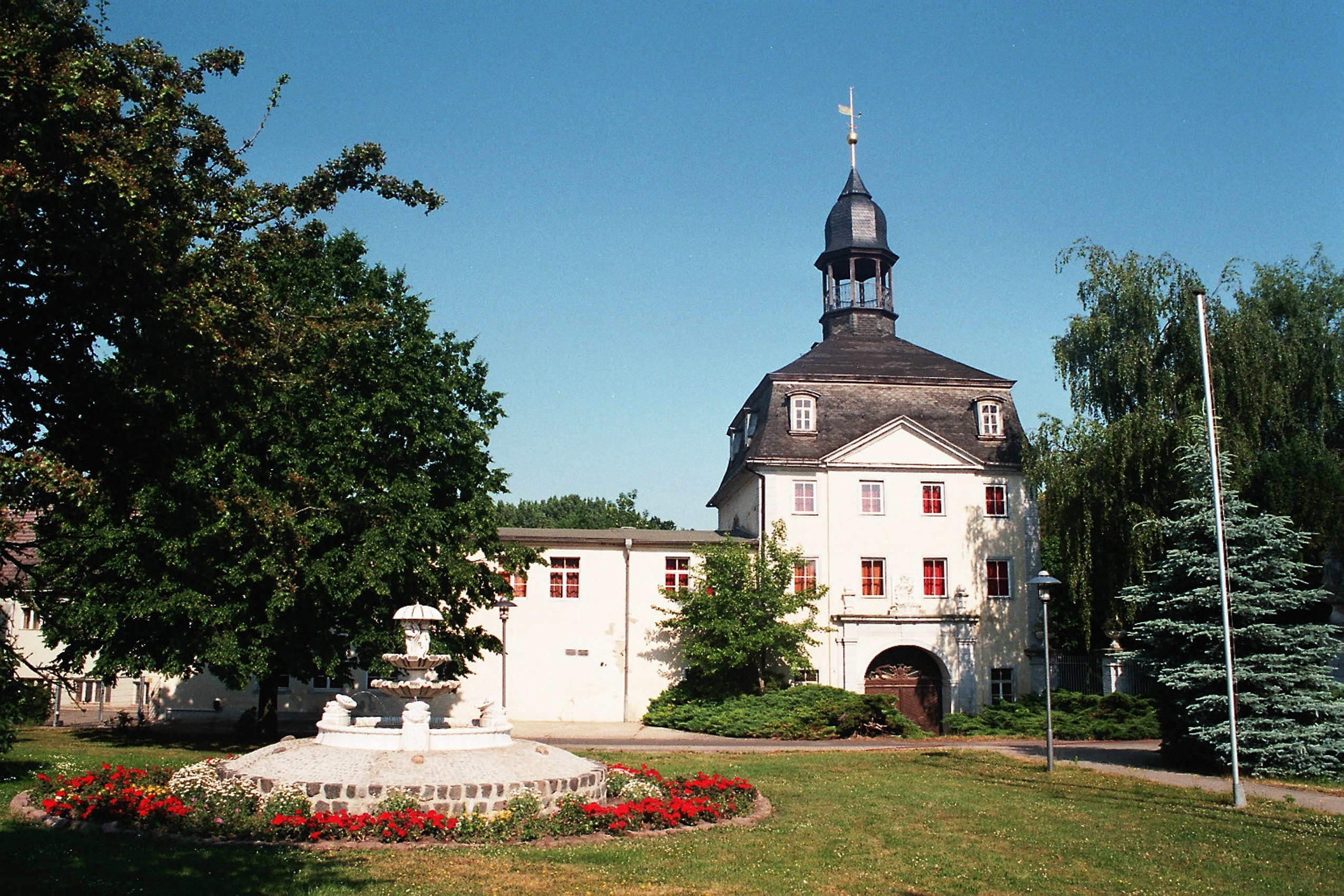
Slot in Biendorf

Biendorf telt 820 inwoners.